# Pengalihan (Keritang)
Pengalihan is een bestuurslaag in het regentschap Indragiri Hilir van de provincie Riau, Indonesië. Pengalihan telt 7092 inwoners (volkstelling 2010).